# Dorothy Ford
Dorothy Ford (ur. 4 kwietnia 1922, zm. 15 października 2010) – amerykańska aktorka filmowa i modelka .

## Życiorys
Dorothy Ford swoją karierę rozpoczęła jako modelka. Wyróżniała się wysokim wzrostem - 188 cm. W 1944 roku zadebiutowała na ekranie w filmie Lady in the Dark. Później kontynuowała karierę aktorską w takich filmach jak Miłość zadrwiła z Andy'ego Hardy'ego (Love Laughs at Andy Hardy, 1946) oraz Jaś i łodyga fasoli (Jack and the Beanstalk, 1952), gdzie zagrała u boku popularnego duetu komediowego - Abbott i Costello. W latach 1943–1962 zagrała łącznie w 39 filmach. W 1966 roku wystąpiła w swoim ostatnim filmie The Wrong Box i zakończyła karierę.